# ワット・プラパーイルワン

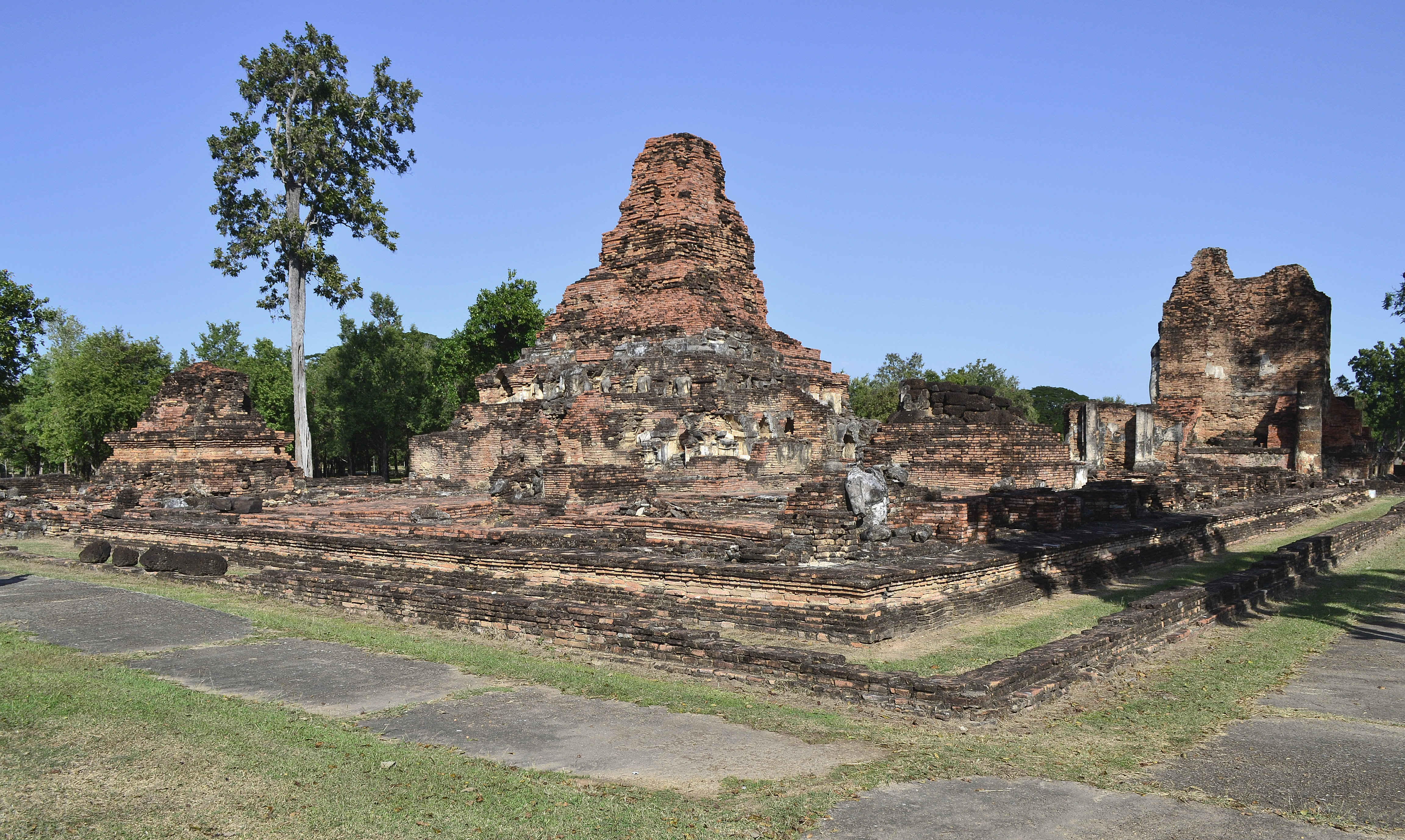
仏塔（左中央）と仏堂（右奥）の遺構

ワット・プラパーイルワン (Wat Phra Phai Luang、タイ語: วัดพระพายหลวง) は、タイの北部、スコータイにある仏教寺院（ワット、wat）である。

## 位置
ワット・プラパーイルワンは、スコータイ歴史公園にある寺院遺跡であり、旧市街の城壁の北門（サーンルアン門、英: Sam Luang Gate）より北約500mの位置にある。スコータイ以前における宗教の中心地であり市内で最大の寺院であった。

## 歴史
12世紀末、都がまだクメール支配によるラヴォ王国のもとにあったジャヤーヴァルマン7世の統治時代に構築された。独立とワット・マハータートの創設後、ワット・プラパーイルワンはその中心であった宗教的役割を失い、上座部仏教寺院となった。ワット・プラパーイルワンはクメール美術からタイ美術への移行を研究するために重要な寺院である。寺院は1965-1966年に修復を受けた。

## 構成

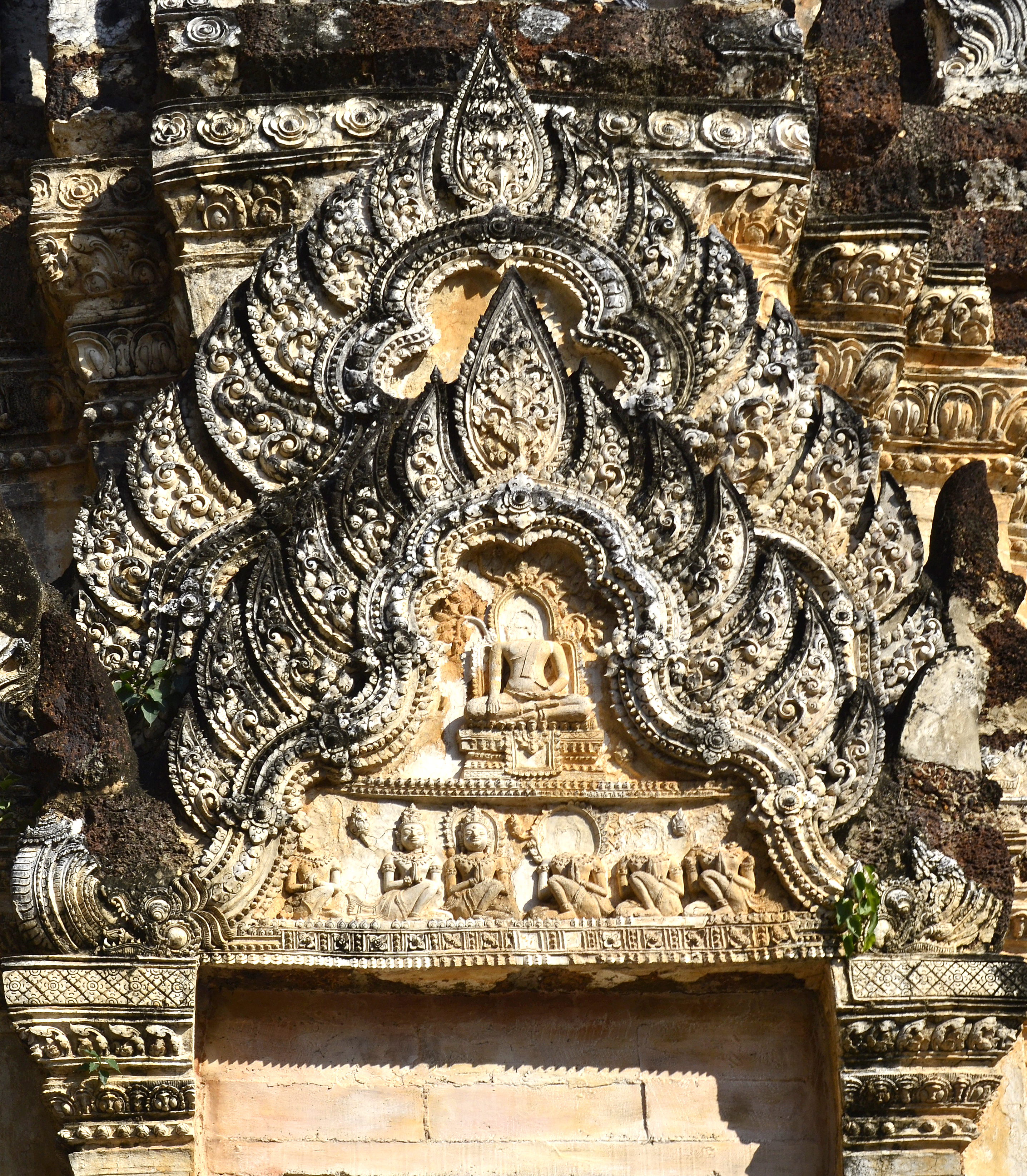
塔堂の偽扉上の装飾

寺院複合体は2重の堀に囲まれている。外堀は南北600m、東西675mであり、ラムパーン川より供給される。複合体の北西部には、14世紀末の礼拝堂（ウィハーン、wihan）の遺構がある。
ワット・シーサワーイのように、寺院には3基のラテライトの塔堂（プラーン、prang）を備えるが、いまだ良好な状態で保存されているのは北側の1基のみである。考古学者は、3基の塔堂はかつて共通のラテライトの基壇に立っていたと考えられる。3基の塔堂はすべて東向きにあり、扉の両側に支柱をもつそのティンパヌム（ペディメント〈破風〉）には、仏陀などを描写した装飾が施された。ほかの3面にある扉はいわゆる「偽扉」である。14世紀になり塔堂は改修され、タイ美術の基本的様式となる精巧な葉や枠の模様が化粧しっくい（スタッコ）に追加された。その漆喰美術のほとんどは現在ラームカムヘーン国立博物館に収蔵されている。
塔堂の東側に、広い礼拝堂の基礎や支柱の遺構があり、その東の正方形の基壇の中央にはピラミッド型の仏塔（チェーディー、chedi）が構築され、壁龕にスコータイ様式の仏像が見られる。また、その東側には15世紀に構築された仏堂（モンドップ、mondop）の遺構もあり、壁面には遊行仏、仏立像、仏坐像、涅槃仏の4体が認められている。塔堂の西側には、8か所の結界石（バイセーマ、bai sema）に囲まれる小さな本堂（ウボーソット、ubosot）がある。